# Radula chinensis
Radula chinensis là một loài rêu trong họ Radulaceae. Loài này được Steph. mô tả khoa học đầu tiên năm 1884.